# Ericaceae
Las ericáceas (Ericaceae) son una familia de plantas perteneciente al orden Ericales. Incluye árboles, arbustos o matas, leñosas y generalmente fruticosas. Es una familia cosmopolita, más abundante en las zonas templadas y frías (en los trópicos solo se hallan presentes en las montañas). Comprende unas 3000 especies, adaptadas a terrenos pobres y ácidos por medio de simbiosis con micorrizas.

## Descripción
Hojas ericoides o lauroides, simples, enteras, alternas, opuestas, verticiladas, a veces empizarradas; en general perennes.
Flores hermafroditas, actinomorfas o a veces ligeramente cigomorfas (Rhododendron), tetrámeras o pentámeras, generalmente gamopétalas; androceo con frecuencia obdiplostémono, 4+4 o 5+5 (5 en Azalea); anteras generalmente poricidas, con polinización por zumbido; gineceo súpero, muy raramente ínfero (Vaccinium), sincárpico, tetra o pentacarpelar, carpelos casi cerrados. Flores normalmente en racimos o en umbelas, raramente solitarias.
Frutos en cápsula, baya o drupa.

## Taxonomía
Ericaceae incluye las siguientes subfamilias: Arbutoideae - Cassiopoideae - Enkianthoideae - Ericoideae - Harrimanelloideae - Monotropoideae - Styphelioideae - Vaccinioideae

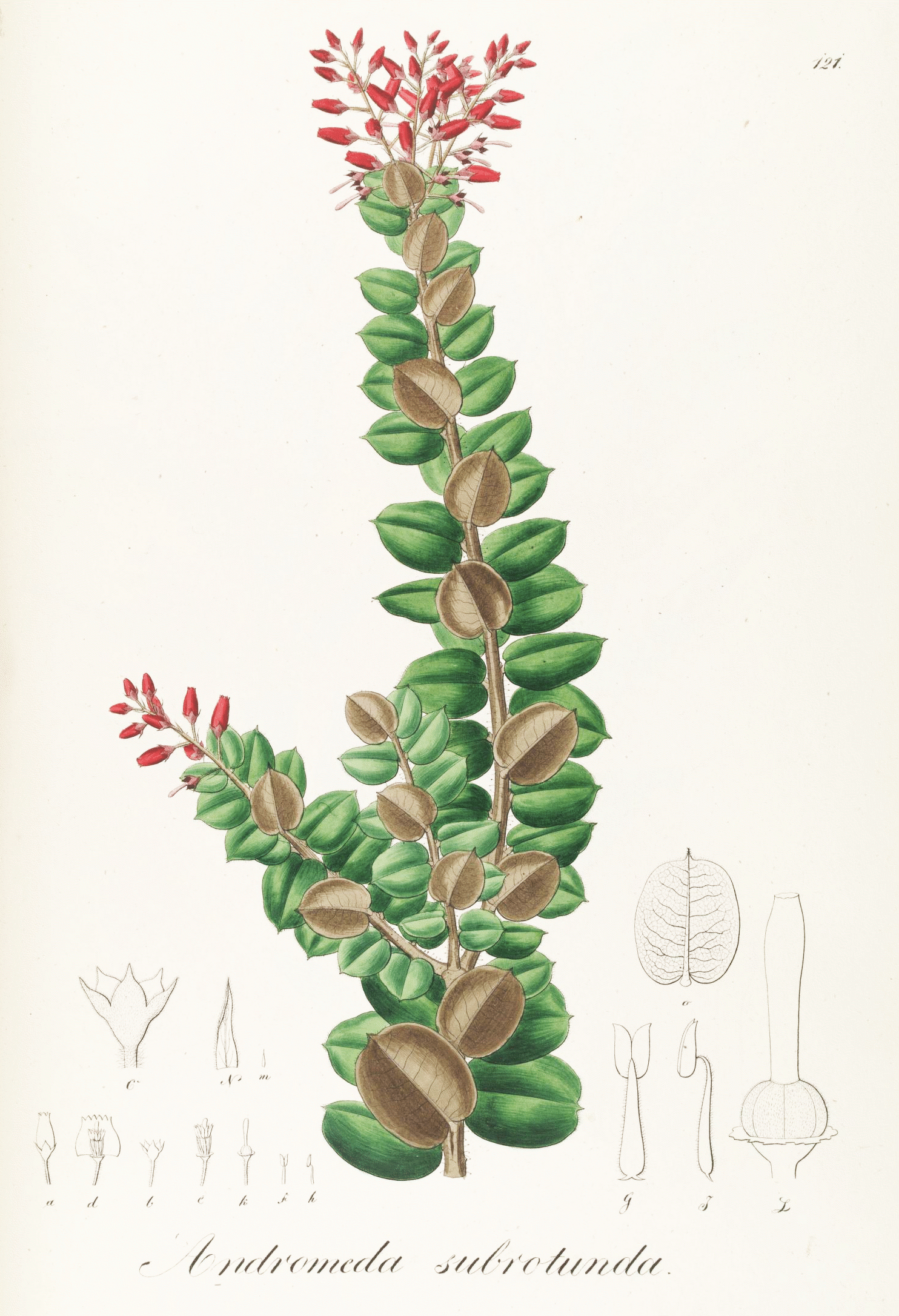
Agarista subrotunda.

## Géneros
Sistemática atendiendo al gineceo:
- Ínfero: Vaccinioideae

Vaccinium
Vaccinium myrtillus L., arándano.
Vaccinium uliginosum L.
- Súpero:

+ Flor tetrámera, fruto en cápsula: Ericoideae
Erica, brezo
Erica arborea L.,
Erica australis L.,
Erica ciliaris L., con pelos glandulosos,
Erica cinerea L.,
Erica erigena R. Ross,
Erica lusitanica Rudolphi,
Erica multiflora L.,
Erica scoparia L.,
Erica tetralix L., con pelos glandulosos,
Erica umbellata L.,
Erica vagans L., frecuente en turberas.
Calluna
Calluna vulgaris (L.) Hull, brecina, hojas muy pequeñas, sépalos petaloides, de color rosado, más grandes que los pétalos, forma comunidades densas en melojares.
Daboecia
Daboecia cantabrica (Hudson) C. Kock, flor rosa fuerte, hojas de envés blanquecino, en lugares con influencia atlántica.
+ Pentámeras:
- Anteras sin apéndices: Rhododendroideae
Rhododendron
Rhododendron ponticum L. ( subsp. baeticum), jaranzo; del sur de la península ibérica.
Rhododendron ferrugineum L., rododendro; en alpes y pirineos.
Louseleria
Louseleria procumbens (L.) Desv., de alpes y pirineos, muy relacionado con el anterior.
Azalea
Azalea indica, ornamental.
- Anteras con apéndices: Arbutoideae
Arbutus
Arbutus unedo L.,madroño.
Arctostaphylos
Arctostaphylos uva-ursi L. Sprengel, gayuba, uva de oso, rastrera.
| - Acrostemon - Acrotriche - Agapetes - Agarista - Allotropa - Andersonia - Andromeda - Anomalanthus - Anthopteropsis - Anthopterus - Arachnocalyx - Arbutus - Arctostaphylos - Astroloma - Bejaria - Brachyloma - Bruckenthalia - Bryanthus - Calluna - Calopteryx - Cassiope - Cavendishia - Ceratiola - Ceratostema - Chamaedaphne - Chimaphila - Coccosperma - Coilostigma - Comarostaphylis - Conostephium - Corema - Costera | - Craibiodendron - Cyathodes - Daboecia - Demosthenesia - Didonica - Dimorphanthera - Diogenesia - Diplarche - Diplycosia - Disterigma - Dracophyllum - Empetrum - Enkianthus - Elliottia - Epacris - Epigaea - Eremia - Eremiella - Erica - Findlaya - Gaultheria - Gaylussacia - Gonocalyx - Grisebachia - Harrimanella - Hemitomes - Kalmia - Kalmiopsis - Killipiella - Lateropora - Ledothamnus - Ledum - Leiophyllum - Leucopogon | - Leucothoe - Loiseleuria - Lyonia - Macleania - Macnabia - Malea - Menziesia - Mitrastylus - Moneses - Monotropa - Monotropastrum - Monotropsis - Mycerinus - Nagelocarpus - Notopora - Oreanthes - Ornithostaphylos - Orthaea - Orthilia - Oxydendrum - Pellegrinia - Pentachondra - Pernettyopsis - Phyllodoce - Pieris - Pityopus - Platycalyx - Pleuricospora - Plutarchia - Polyclita - Prionotes - Psammisia - Pterospora | - Pyrola - Rhododendron - Rhodothamnus - Richea - Rusbya - Salaxis - Sarcodes - Satyria - Scyphogyne - Semiramisia - Simocheilus - Siphonandra - Sphyrospermum - Stokoeanthus - Styphelia - Sympieza - Syndesmanthus - Tepuia - Thamnus - Themistoclesia - Therorhodion - Thibaudia - Thoracosperma - Trochocarpa - Tsusiophyllum - Utleya - Vaccinium - Xylococcus - Zenobia |

## Sinonimia
Recientes estudios genéticos llevados a cabo por el Grupo APG han dado como resultado la inclusión de las familias Empetraceae, Epacridaceae, Monotropaceae, Prionotaceae y Pyrolaceae en esta.
Andromedaceae, Arbutaceae, Arctostaphylaceae, Azaleaceae, Empetraceae, Epacridaceae, Hypopityaceae, Kalmiaceae, Ledaceae, Monotropaceae, Oxycoccaceae, Pyrolaceae, Rhododendraceae, Rhodoraceae, Salaxidaceae, Vacciniaceae.

## Distribución geográfica y ecología
Las Ericaceae tienen una distribución casi mundial. Están ausentes de la Antártida continental, partes del Ártico alto, Groenlandia central, Australia septentrional y central, y gran parte de las tierras bajas tropicales y neotropicales.
La mayoría de las especies ornamentales de Rhododendron son originarias de Asia oriental, pero la mayoría de las variedades cultivadas en la actualidad son híbridos. La mayoría de los rododendros que crecen en Estados Unidos se cultivan en el Noroeste del Pacífico. Estados Unidos es el principal productor tanto de arándanos como de arándanos rojos, siendo el estado de Maine el que cultiva la mayor parte del arándano de arbusto bajo. La amplia distribución de géneros dentro de Ericaceae ha dado lugar a situaciones en las que existen plantas americanas y europeas con el mismo nombre, por ejemplo, el arándano (Vaccinium corymbosum en Norteamérica y V. myrtillus en Europa) y el arándano rojo (V. macrocarpon en América y V. oxycoccos en Europa).

### Ecología
Las Ericaceae tienen una distribución casi mundial. Están ausentes de la Antártida continental, partes del Ártico alto, Groenlandia central, Australia septentrional y central, y gran parte de las tierras bajas tropicales y neotropicales.
Esta familia se compone principalmente de plantas que pueden tolerar condiciones ácidas, infértiles y sombrías. Al igual que otras plantas tolerantes al estrés, muchas Ericaceae tienen hongos micorrícicos para ayudar a extraer nutrientes de suelos infértiles, así como follaje perenne para conservar los nutrientes absorbidos.
 Este rasgo no se encuentra en las Clethraceae y Cyrillaceae, las dos familias más estrechamente relacionadas con las Ericaceae. La mayoría de las Ericaceae (excluyendo las Monotropoideae, y algunas Epacridoideae) forman una acumulación distintiva de micorrizas, en la que los hongos crecen dentro y alrededor de las raíces y proporcionan nutrientes a la planta. Las Pyroloideae son mixotróficas y obtienen azúcares de las micorrizas, así como nutrientes.
Esta familia de plantas también es típica de las turberas y las marismas; algunos ejemplos son el Rhododendron groenlandicum y la Kalmia polifolia. En el este de Norteamérica, los miembros de esta familia crecen a menudo en asociación con un dosel de roble, en un hábitat conocido como bosque de robles y brezales. Las plantas de Ericaceae, especialmente las especies de Vaccinium, dependen de la polinización zumbadora para que se produzca con éxito la polinización.
En muchas partes del mundo, un "brezal" o "brezal" es un entorno caracterizado por una comunidad abierta de arbustos enanos en suelos ácidos de baja calidad, generalmente dominada por plantas de la familia Ericaceae. Un ejemplo común es Erica tetralix.
En los brezales, las plantas de la familia Ericaceae sirven de hospedadoras a la mariposa Plebejus argus.
Algunos datos sugieren que el agua de lluvia eutrófica puede convertir los brezales ericoides con especies como Erica tetralix en pastizales. El nitrógeno es particularmente sospechoso en este sentido, y puede estar causando cambios mensurables en la distribución y abundancia de algunas especies ericáceas.

## Usos e importancia
La familia Ericaceae, comúnmente conocida como la familia de las brezos, incluye un grupo diverso de plantas con varios usos ecológicos y prácticos. Esta familia abarca varios géneros importantes, incluyendo Ericaceae (que incluye los brezos), Rhododendron (que incluye rododendros y azaleas) y Vaccinium (que incluye arándanos y arándanos rojos). 
Las plantas de la familia Ericaceae son versátiles y valiosas en múltiples dominios, incluyendo la horticultura, la gastronomía, la medicina y la conservación ambiental. Su adaptabilidad a suelos ácidos y sus diversos usos destacan su importancia tanto en los ecosistemas naturales como en las aplicaciones humanas.

### Usos Hortícolas y Ornamentales
Muchas especies dentro de la familia Ericaceae son populares en jardinería y paisajismo por sus flores atractivas y follaje perenne. Por ejemplo, Rhododendron y Azalea son apreciados por sus flores vibrantes, mientras que Calluna vulgaris (brezo) proporciona color durante todo el año.
Plantas como Gaultheria (invierno verde) y varios brezos se utilizan como cobertura del suelo debido a sus hábitos de crecimiento densos y su capacidad para prosperar en suelos ácidos.

### Plantas comestibles
Las especies de Vaccinium, como el arándano de arbusto alto (Vaccinium corymbosum) y el arándano rojo (Vaccinium macrocarpon), se cultivan ampliamente por sus frutos comestibles, que se consumen frescos o se procesan en mermeladas, jugos y productos horneados.
Vaccinium vitis-idaea produce lingonberries, que se utilizan en la cocina escandinava, a menudo convertidos en mermeladas, salsas o consumidos frescos.

### Usos medicinales
Varias plantas de Ericaceae se han utilizado en la medicina tradicional. Por ejemplo, las especies de Rhododendron se han empleado en remedios populares por sus propiedades antiinflamatorias y antimicrobianas.
Los compuestos de los arándanos (Vaccinium macrocarpon) son conocidos por sus posibles beneficios en la prevención de infecciones del tracto urinario y pueden tener otros beneficios para la salud.

### Importancia ecológica
Las plantas de la familia Ericaceae desempeñan papeles cruciales en sus ecosistemas nativos. A menudo dominan los brezales y los suelos ácidos, proporcionando hábitats importantes para una variedad de vida silvestre. Por ejemplo, los brezos son plantas clave en los ecosistemas de brezales, apoyando a varios insectos y aves.
Muchas especies de Ericaceae prosperan en suelos ácidos y pueden ayudar en el proceso natural de acidificación, lo que puede influir en la comunidad vegetal circundante y en las condiciones del suelo.

### Usos culturales e históricos
El brezo, particularmente Calluna vulgaris, se ha utilizado históricamente en la elaboración de artesanías y decoración. Sus tallos secos se usan para hacer coronas, escobas y otros productos artesanales.
En varias culturas, ciertas plantas de Ericaceae tienen significados simbólicos. Por ejemplo, los brezos a menudo se asocian con la buena suerte y la protección en las tradiciones escocesas.

### Aspectos ambientales y de conservación
Algunas especies de Ericaceae se utilizan en proyectos de restauración ecológica, especialmente en la restauración de hábitats de brezales y en la estabilización del suelo.